# 圣斯德望广场 (图卢兹)

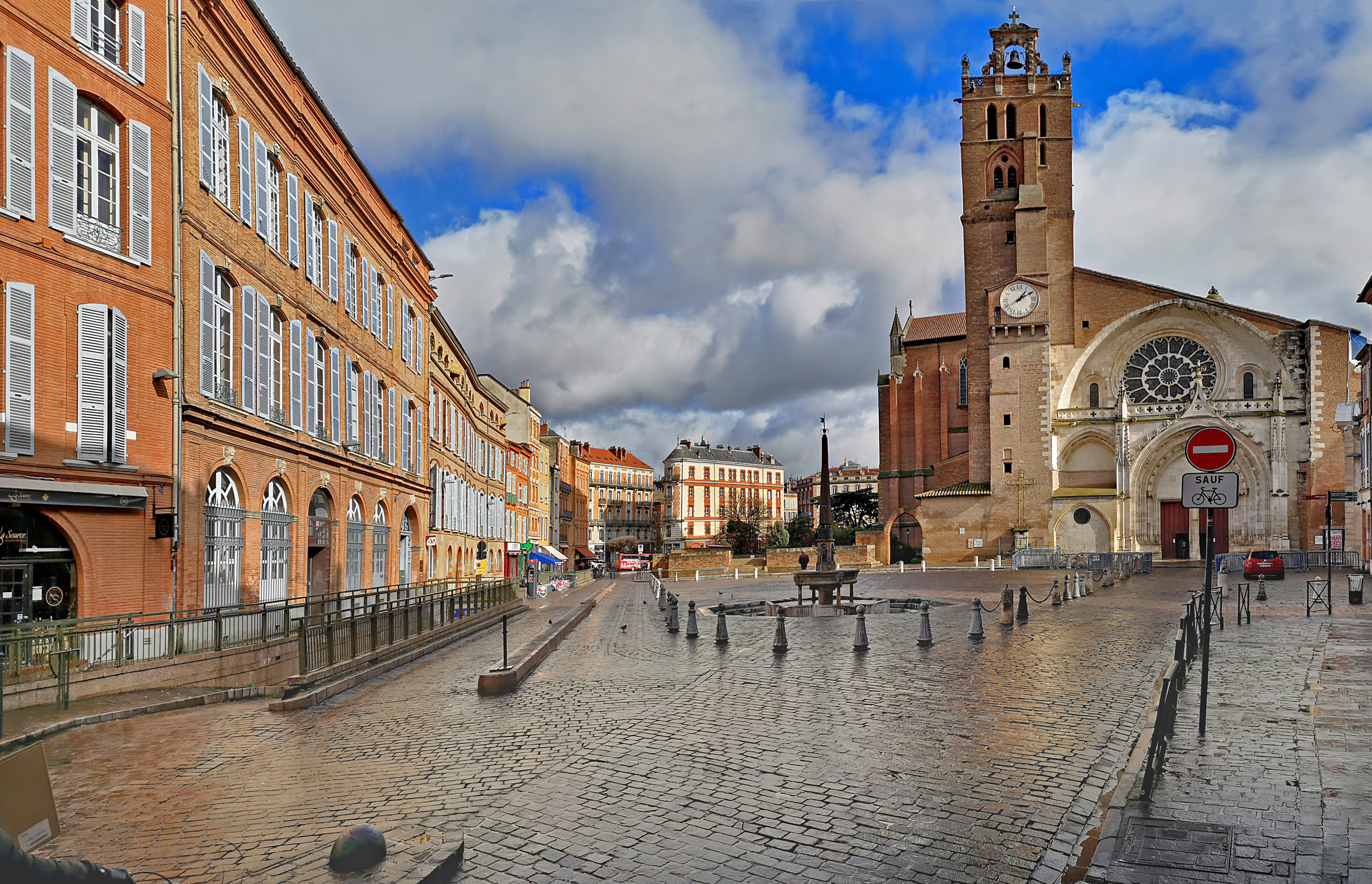

圣斯德望广场（法語：Place Saint-Étienne）是法国图卢兹历史中心的一个三角形广场，位于第一区的圣斯德望区。

## 名称

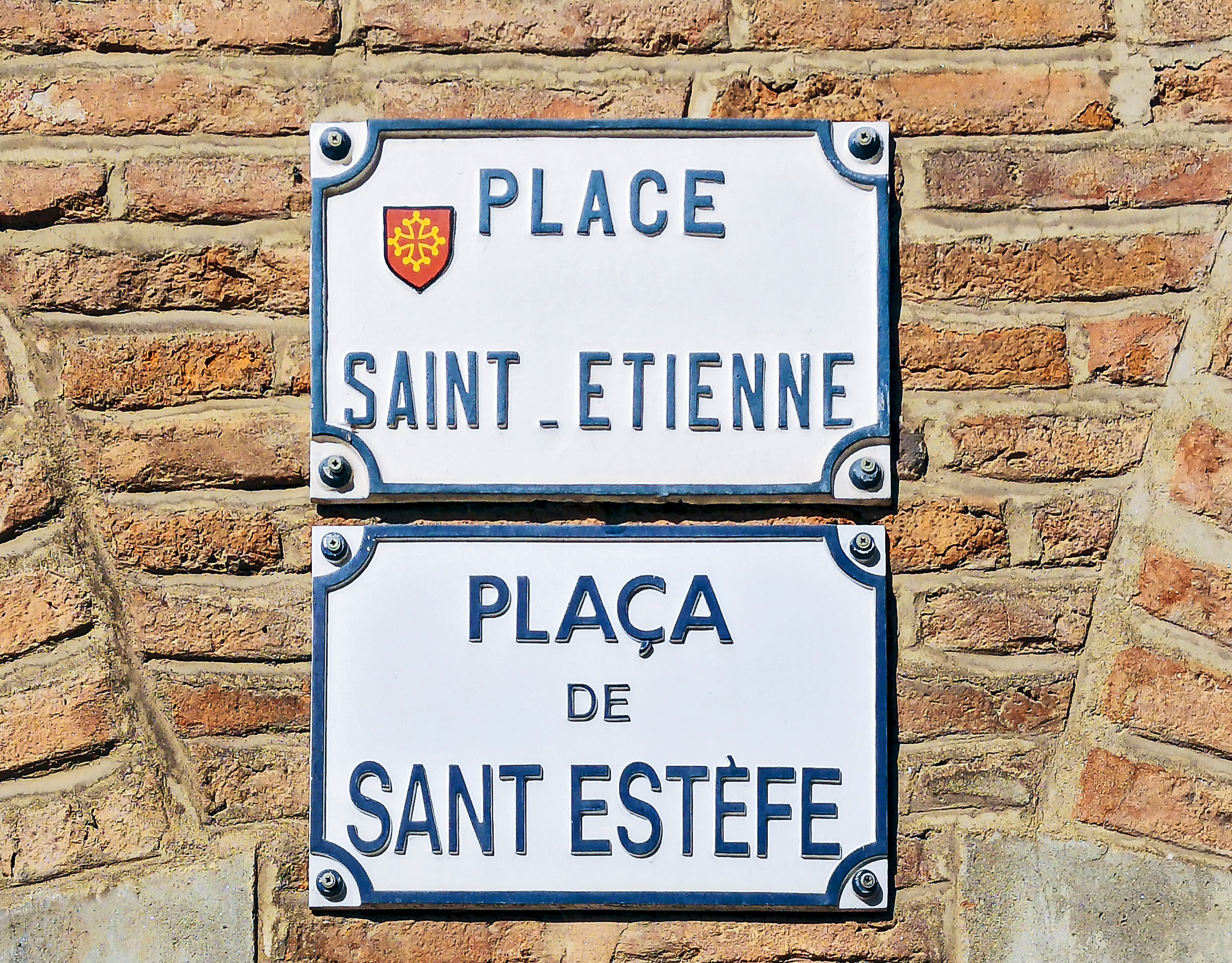

圣斯德望广场命名于13世纪中叶，得名于圣斯德望主教座堂的主保圣人 圣斯德望。法国大革命期间，在1794年，这个广场命名为理性广场（place de la Raison），在圣斯德望主教座堂举行了理性崇拜仪式，改为理性神庙（temple de la Raison）。

## 历史

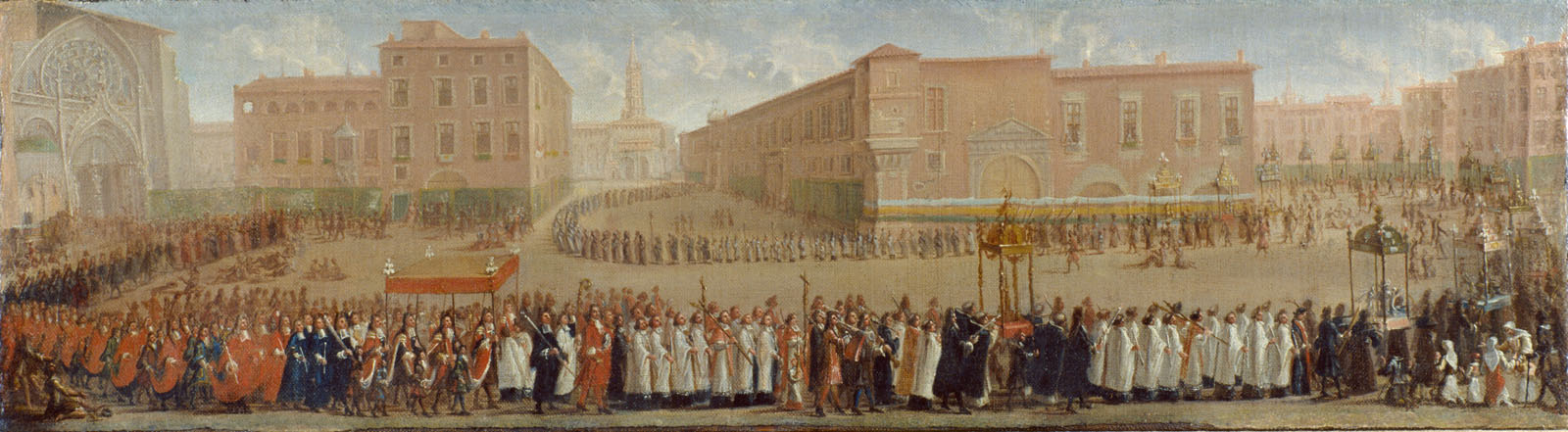

## 建筑
- 圣斯德望主教座堂[2].

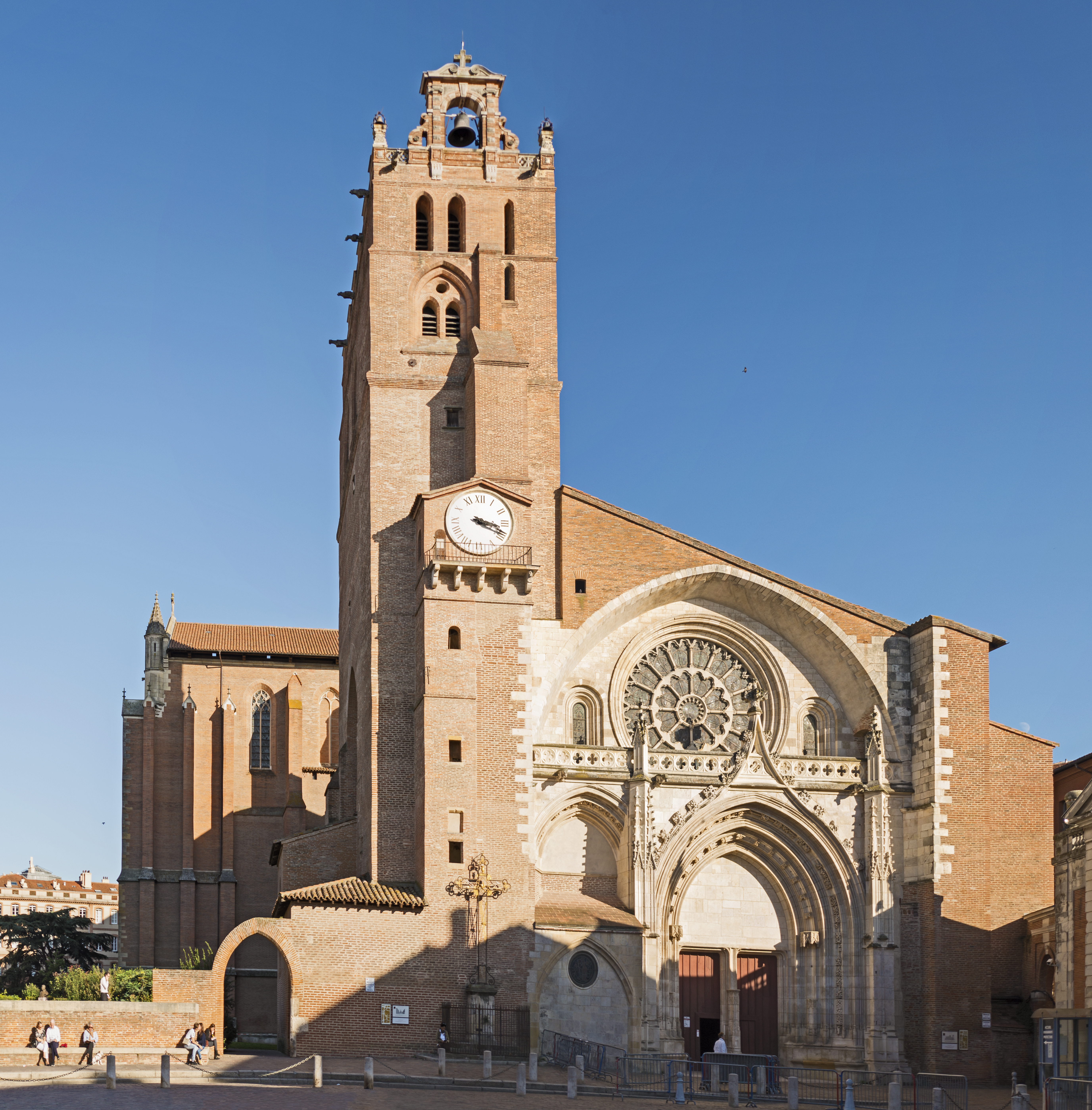
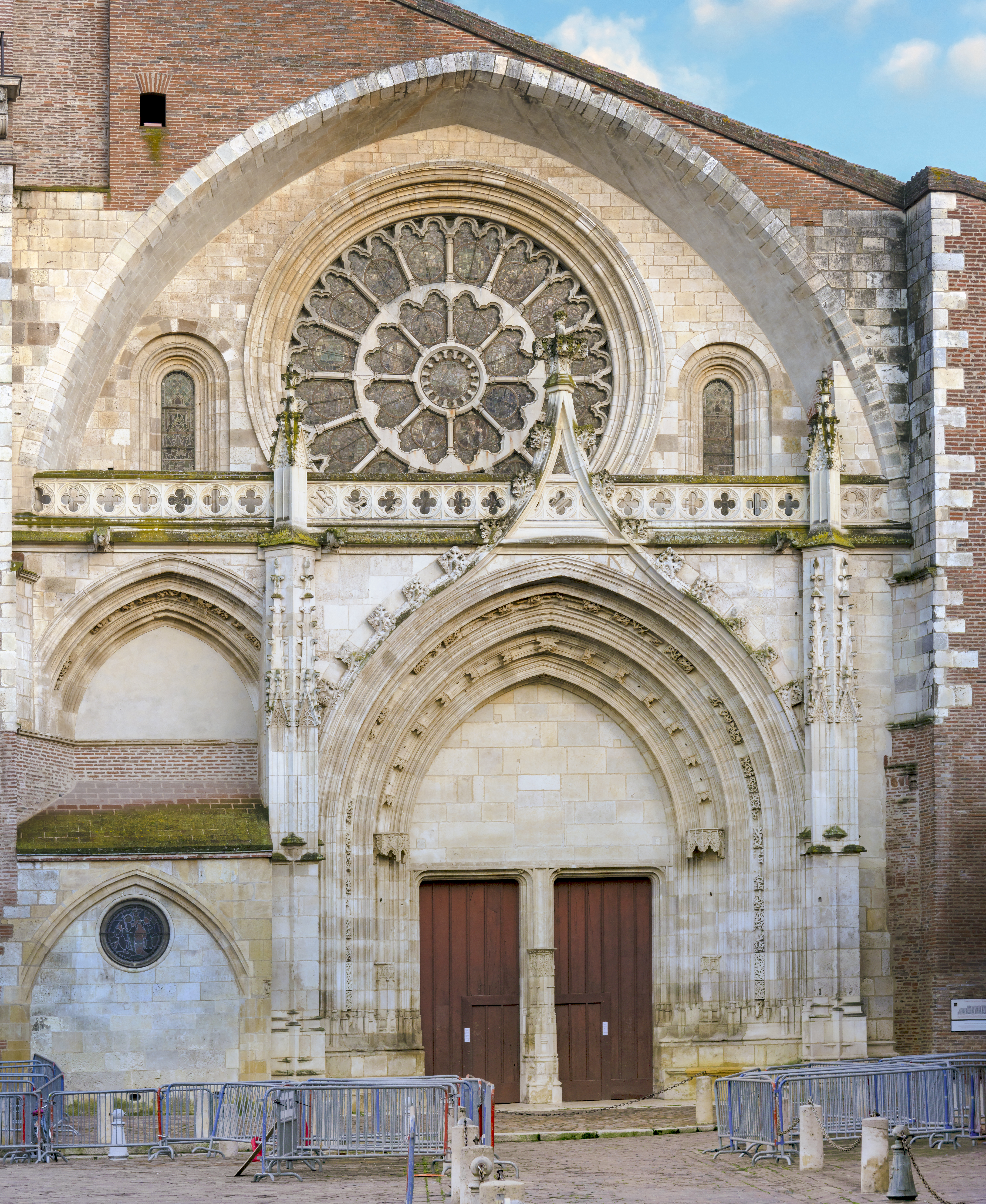

- 1号 : 总主教宫（Palais archiépiscopal）[3] · [4].

- 2号
- 3号
- 4号
- 5号

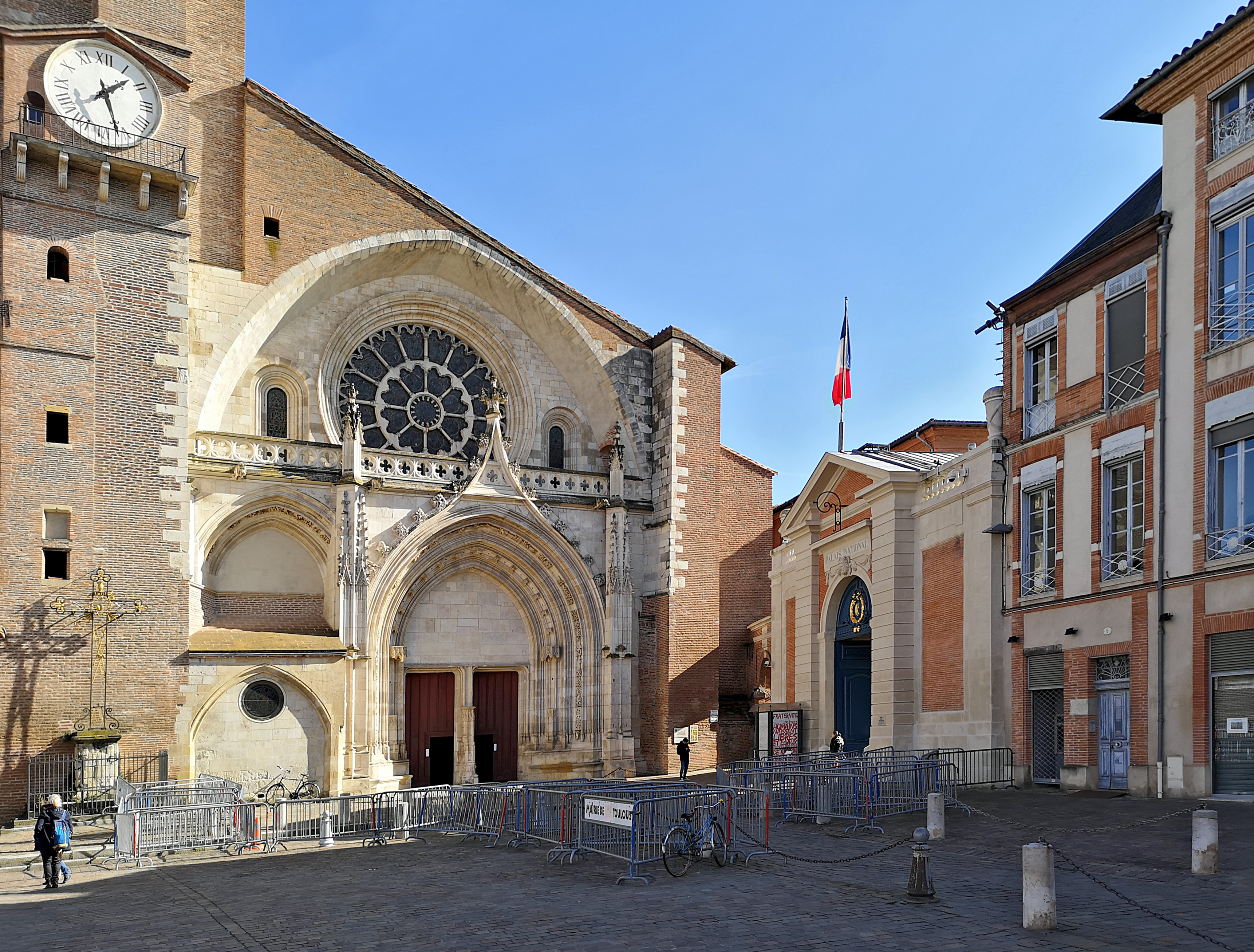
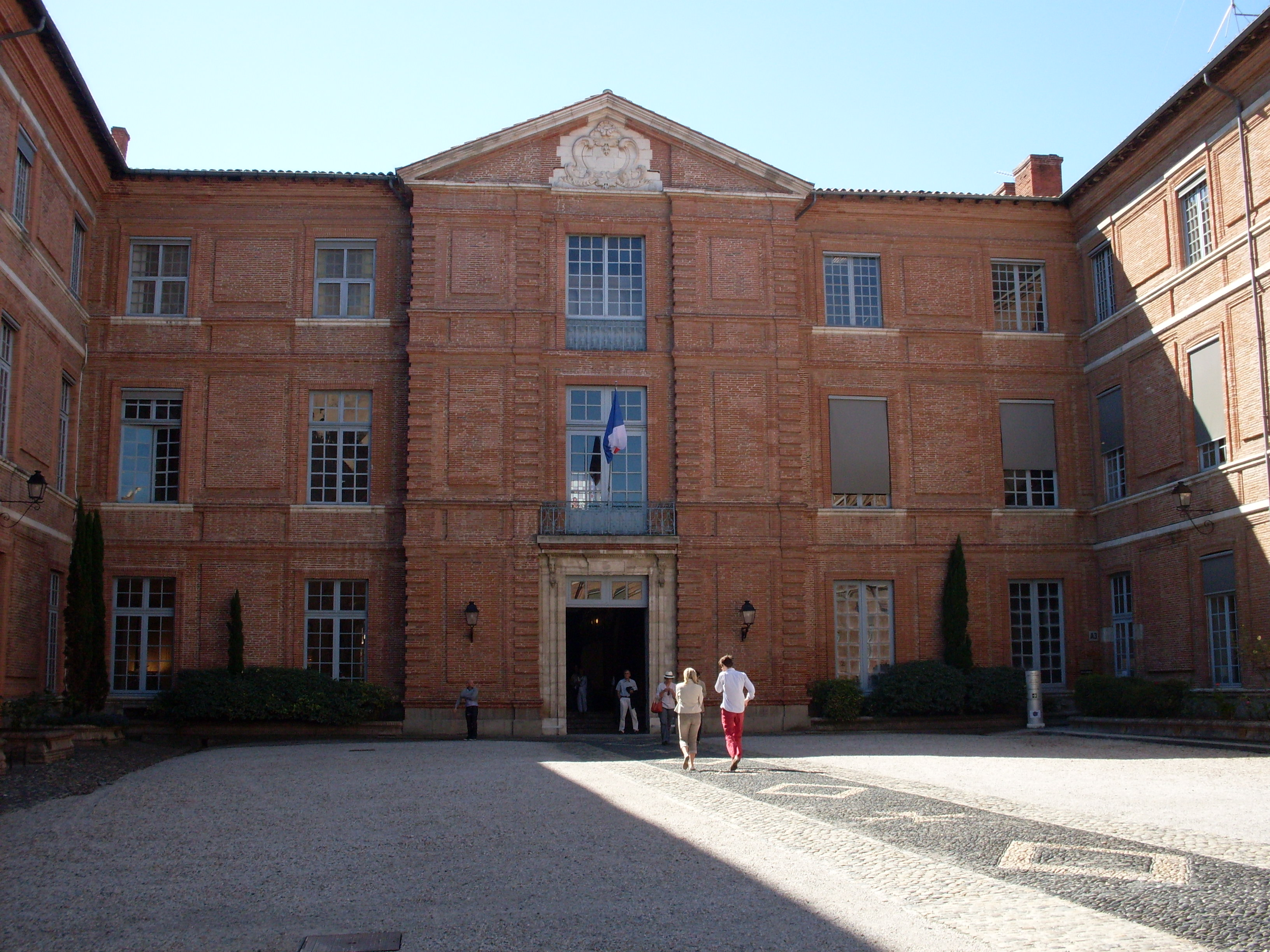
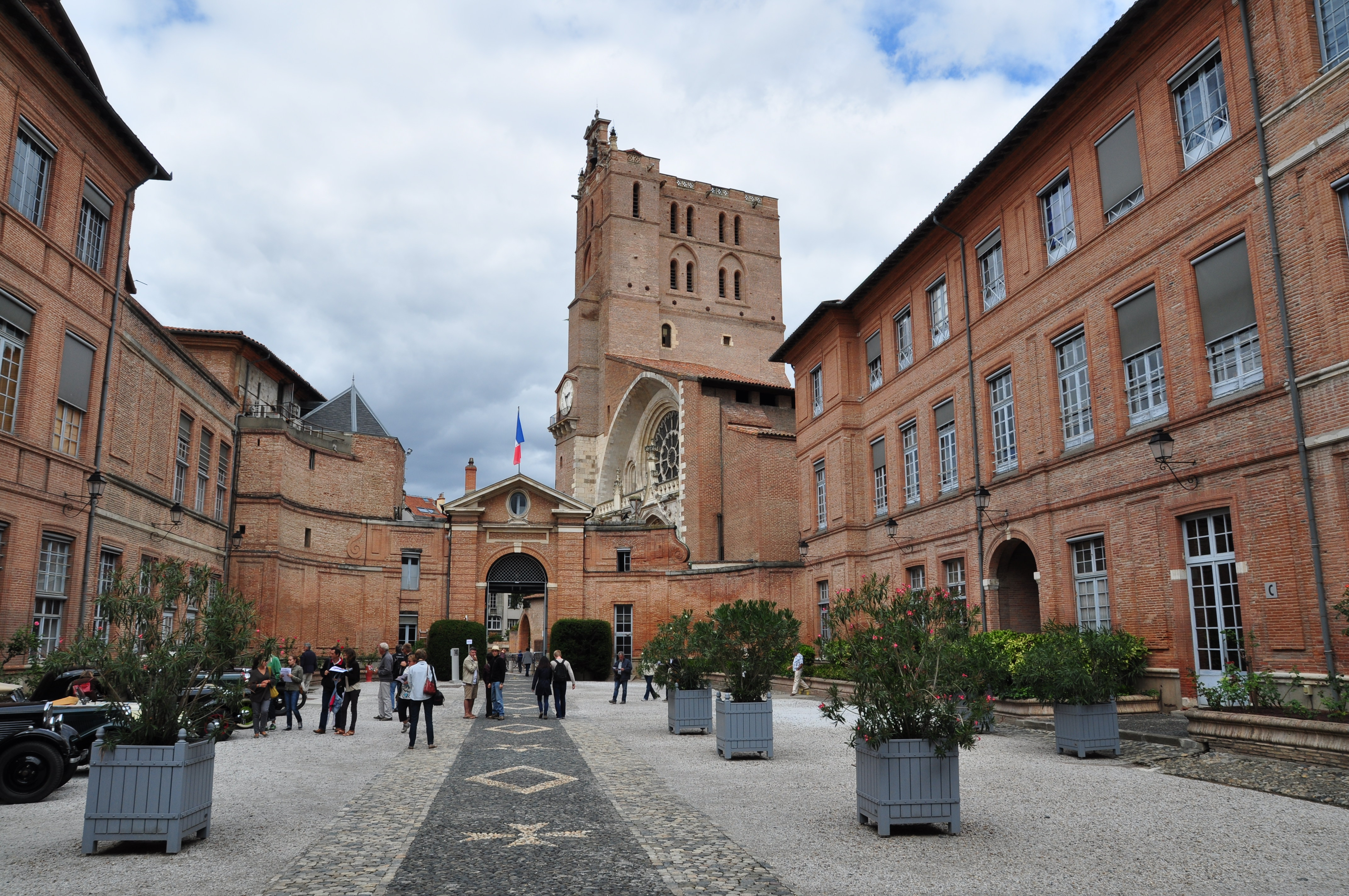
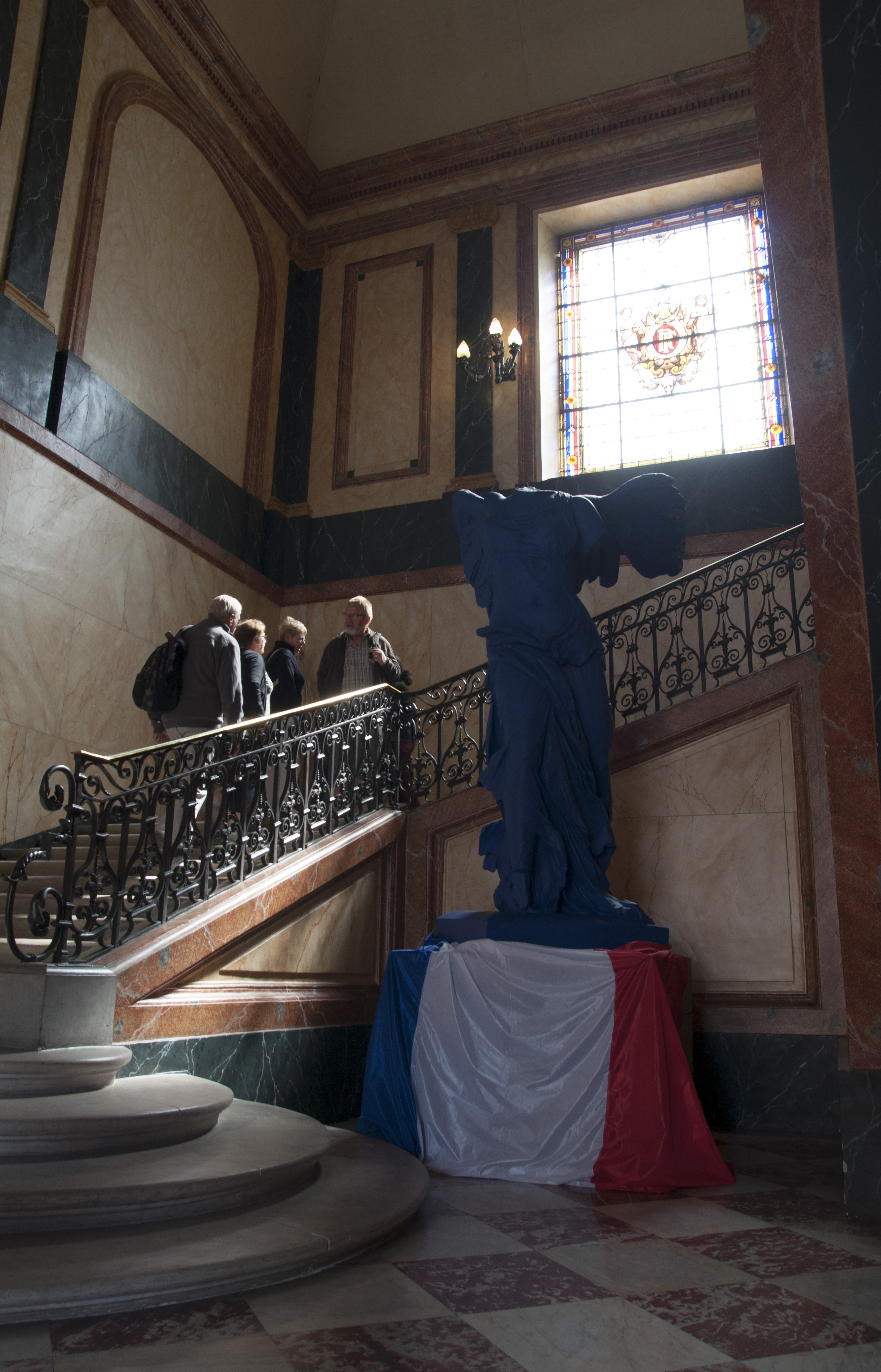

- 6号 : 让·卡特尔府（hôtel de Jean Catel）[5][6].
- 7号
- 9-10号
- 11-12号

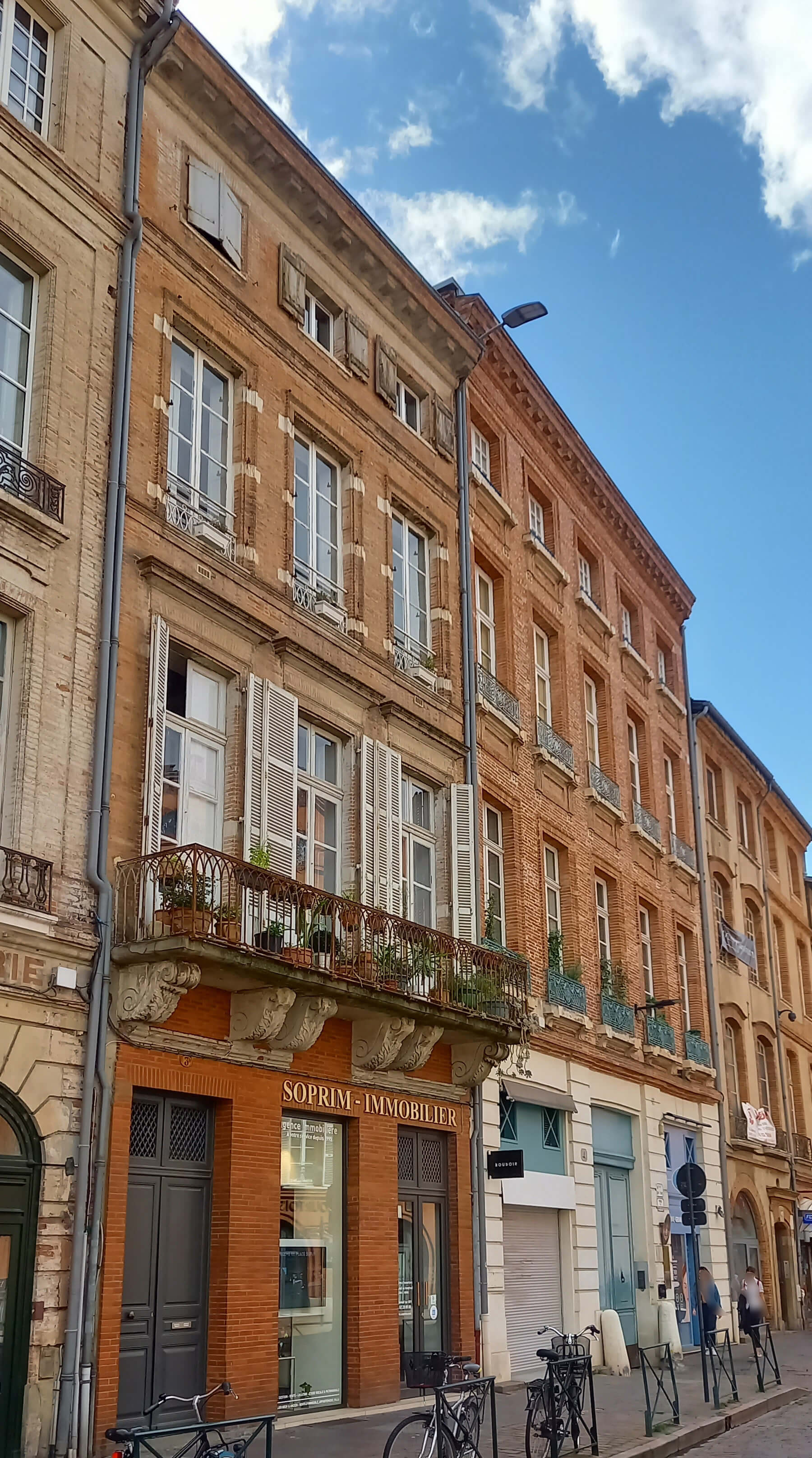
3号
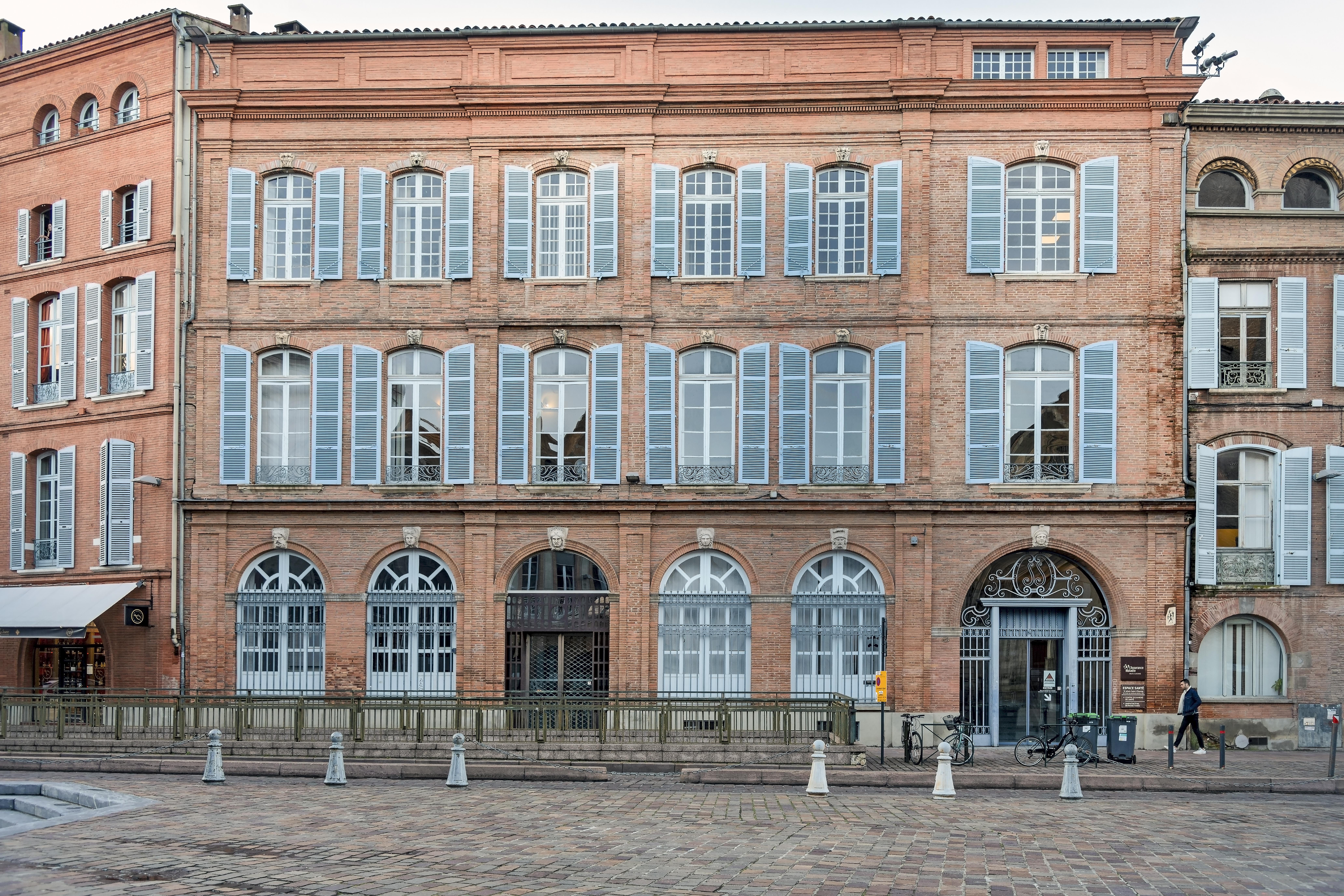
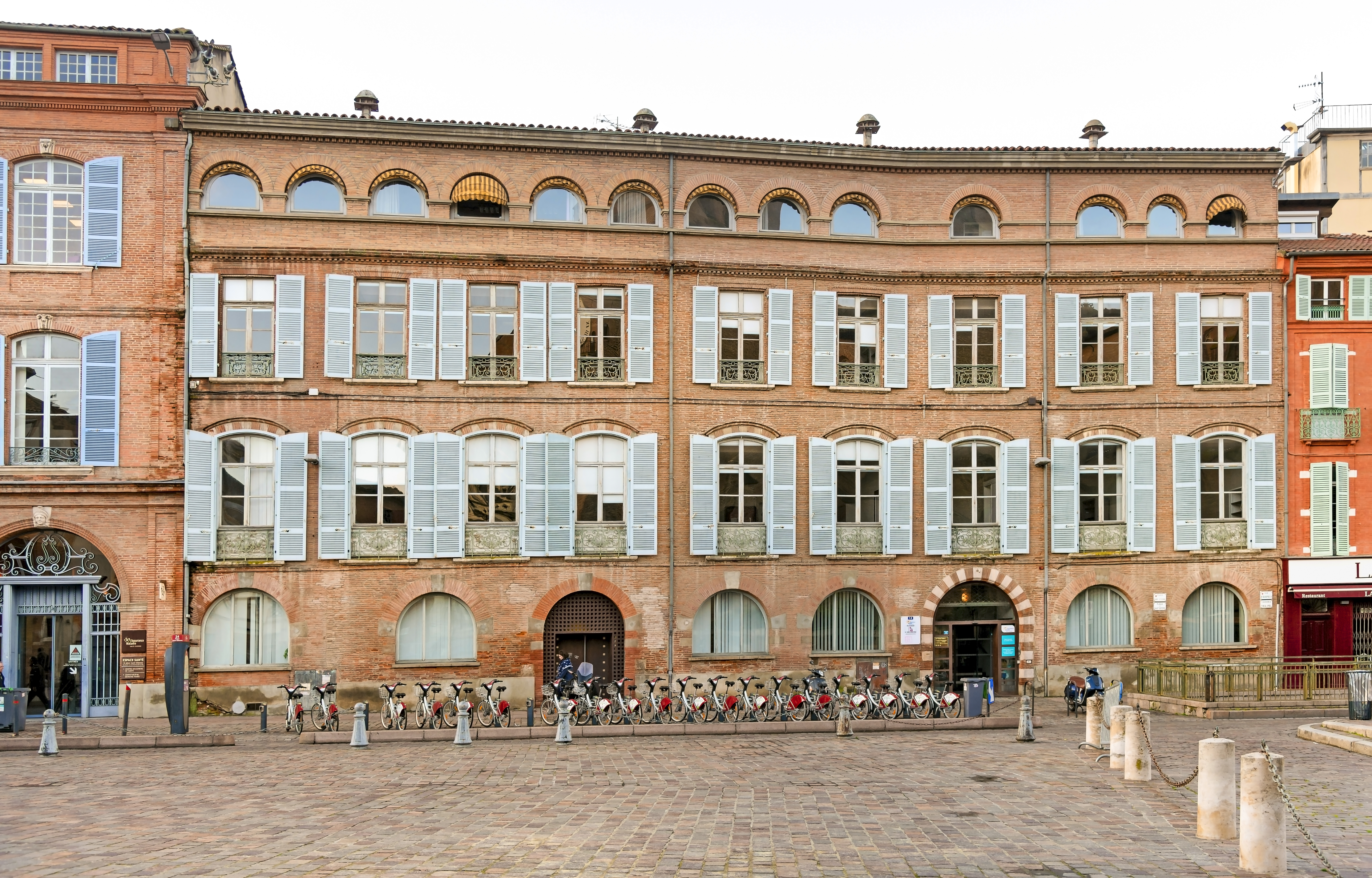

- 14号
- 圣斯德望喷泉（fontaine Saint-Étienne）[7][8].

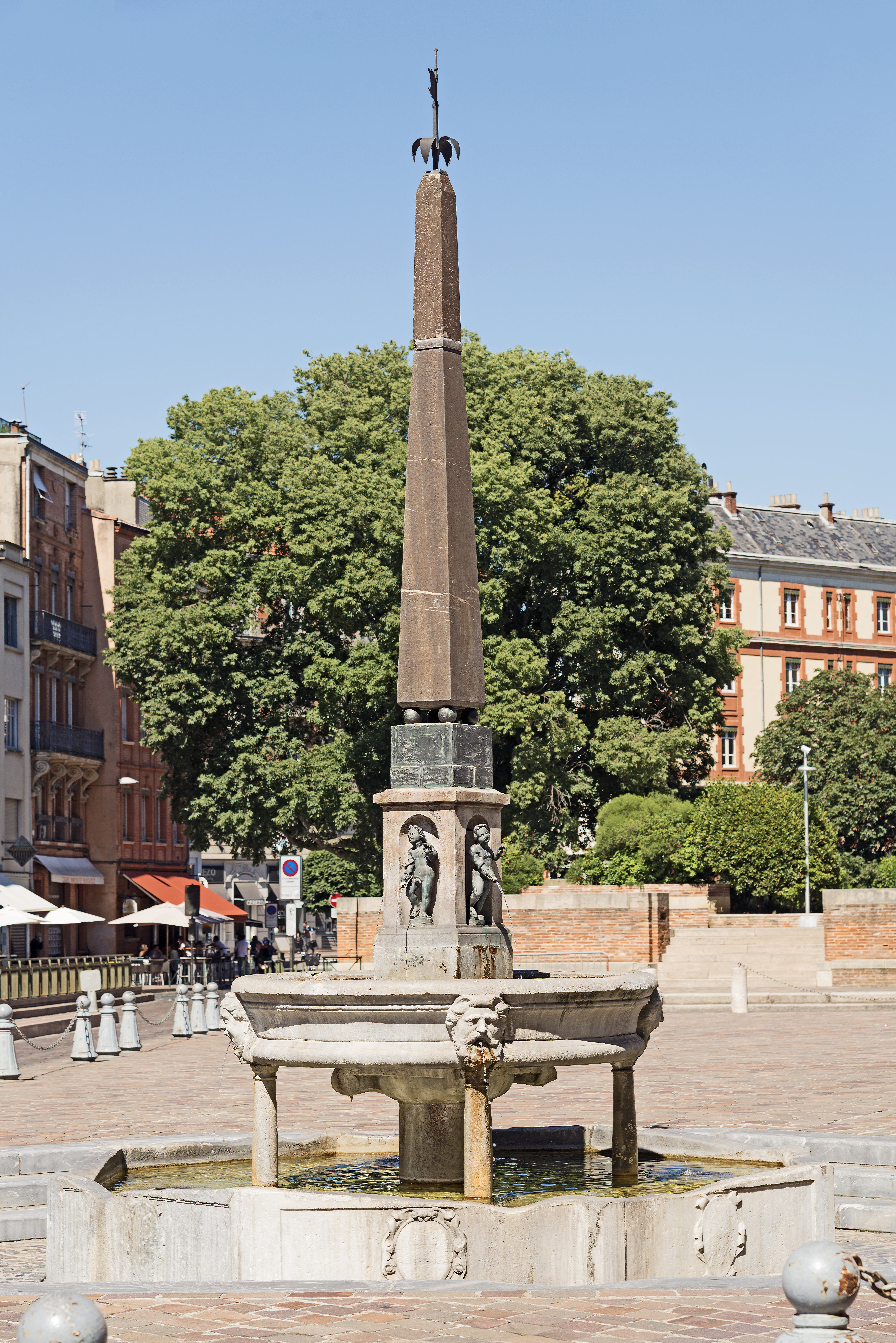
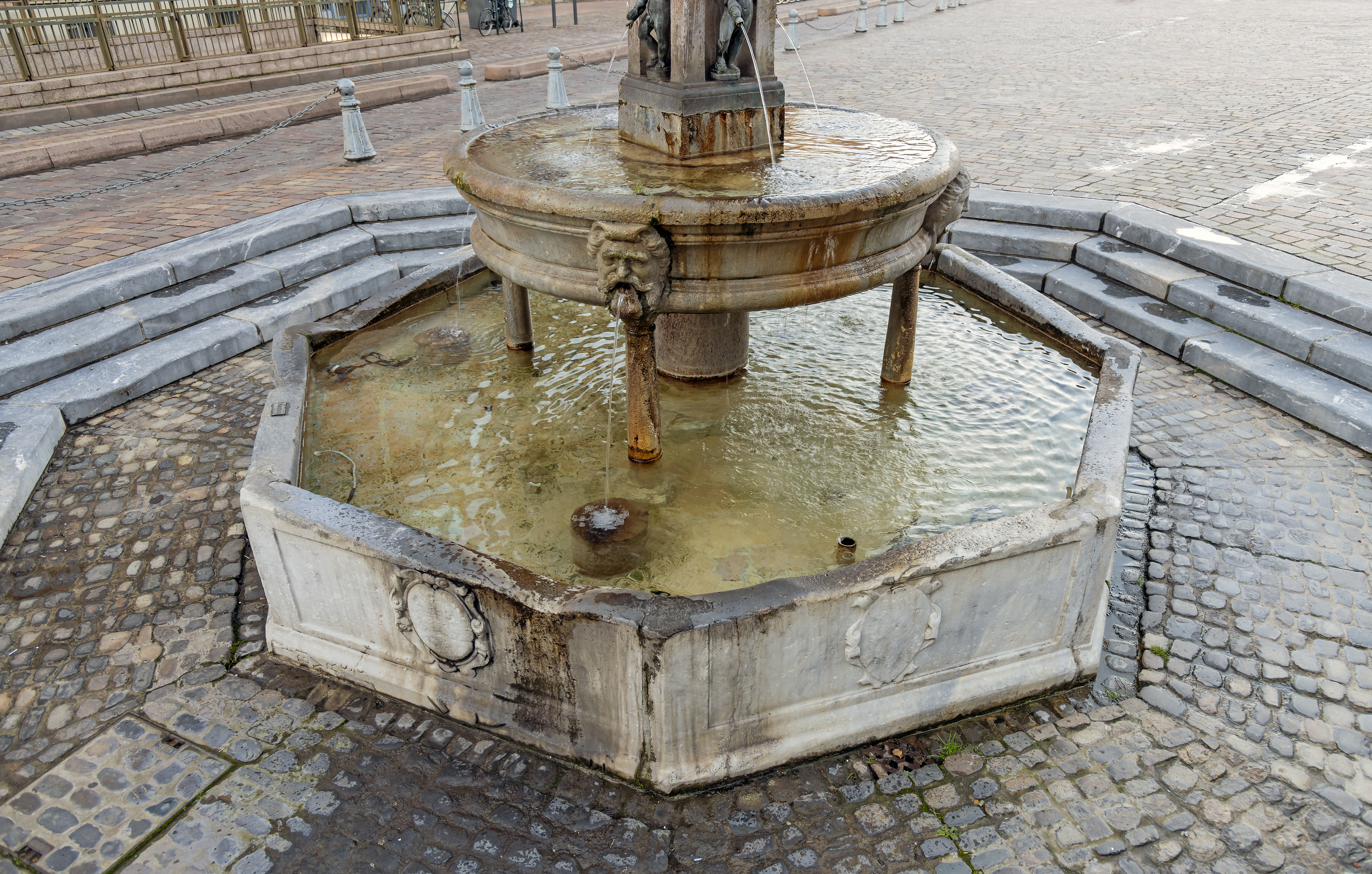
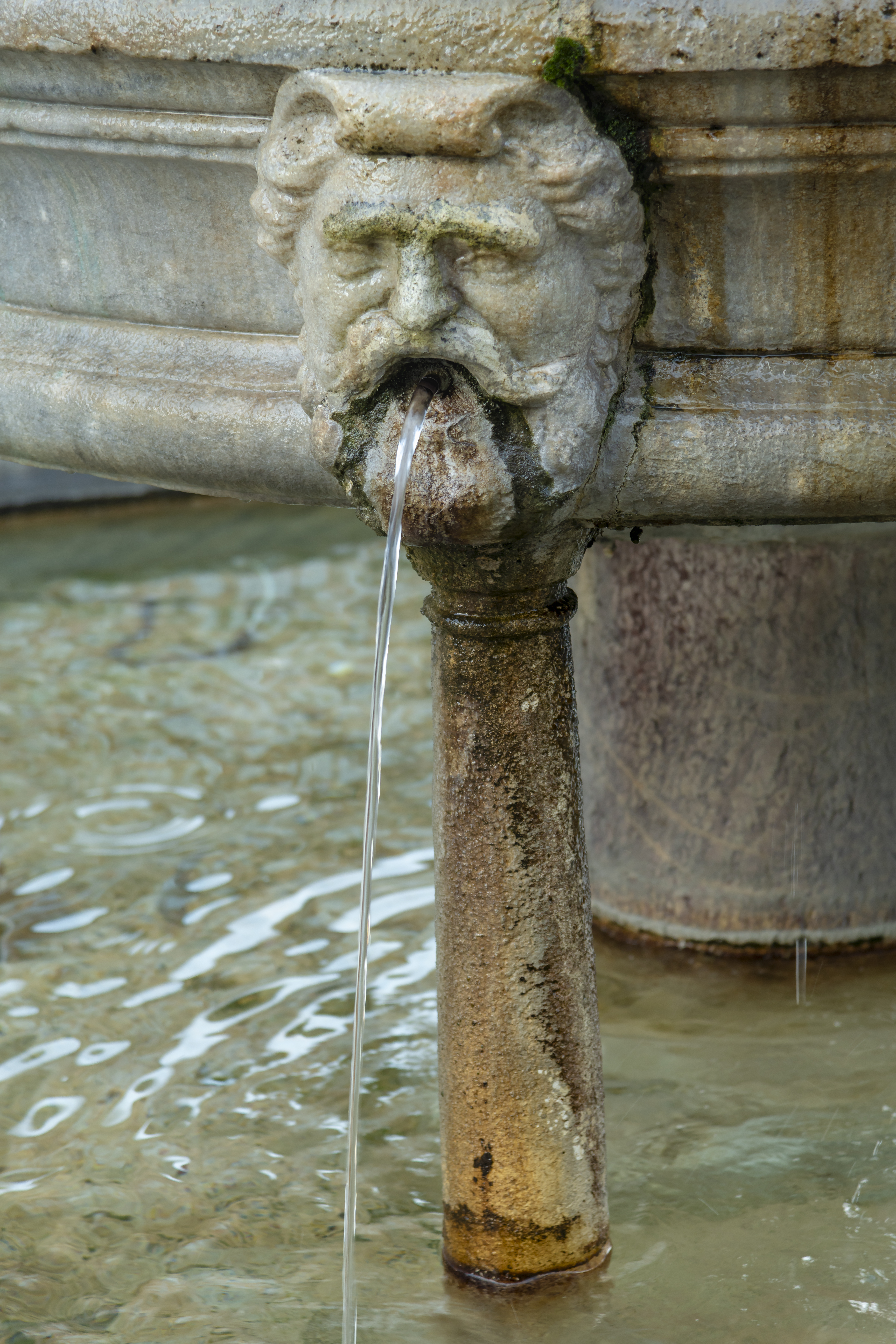
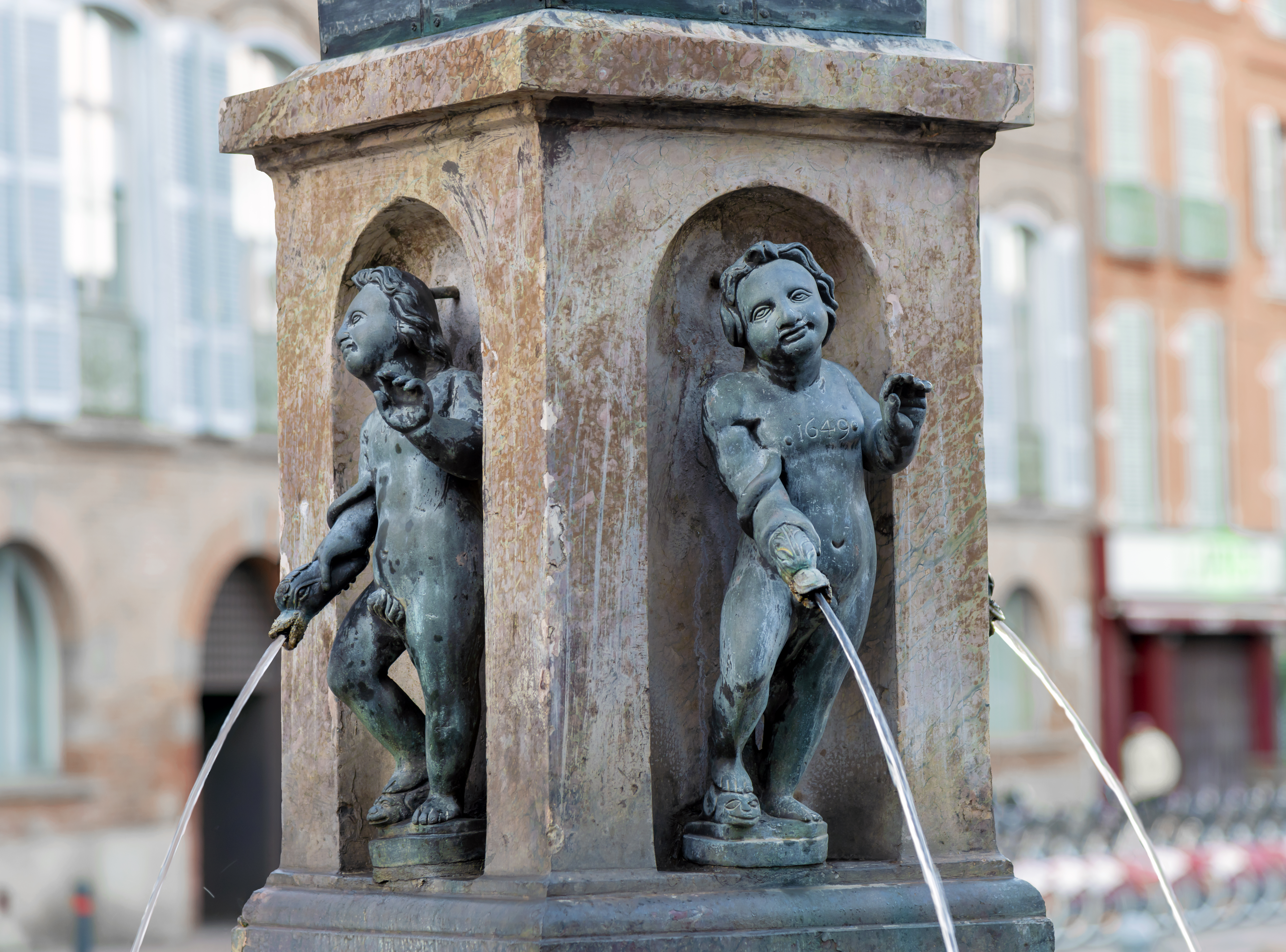